# Server Side Public License
La Server Side Public License (SSPL) est une licence logicielle propriétaire / disponible à la source développée par MongoDB Inc. et introduite en 2018,.

## Termes de la licence
Selon MongoDB, la SSPL est basée sur la licence AGPL3, avec l'ajout d'une nouvelle section qui « énonce clairement et explicitement les conditions pour distribuer le programme sous licence en tant que service tiers », exigeant de rendre disponible l'intégralité du code source lorsque le logiciel est rendu accessible au public dans le cadre d'un service,,.
D'après le journaliste Richard Gall, la nouvelle phrase la plus importante de la licence est la suivante: « Si vous distribuez une fonctionnalité du programme ou une version modifiée à la disposition de tiers en tant que service, vous devez rendre le code source du service accessible par téléchargement réseau à tous sans frais, selon les termes de cette licence. ».

## Logiciel utilisant la licence
En octobre 2018, la base de données MongoDB est publiée sous SSPL. Les distributions Debian, Red Hat Enterprise Linux et Fedora Linux ont par la suite abandonné MongoDB, invoquant des inquiétudes concernant la SSPL. Amazon a publié un service compatible mais propriétaire nommé DocumentDB (en), et il est apparu que la SSPL n'a pas réussi à augmenter les revenus du cloud pour MongoDB,.
En novembre 2020, Graylog annonce que la version 4.0 de sa version disponible à la source[pas clair] sera sous licence SSPL.
En janvier 2021, Elastic annonce que les futures versions de leur code dans Elasticsearch et Kibana, jusque-là sous licence open-source Apache 2.0, bénéficieraient plutôt d'une double licence sous SSPL et de leur propre licence Elastic. Les critiques de la décision de renouvellement de licence ont avancé que cela nuirait à l'écosystème d'Elastic, et Amazon a répondu en prévoyant de forker les projets pour le développement continu de versions sous licence Apache 2.0. D'autres utilisateurs de l'écosystème Elasticsearch, notamment Logz.io, CrateDB et Aiven, se sont également engagés à la nécessité d'un fork,,.

## Certification avec l'OSI
En 2018, MongoDB a déposé une demande de certification de la licence à l'Open Source Initiative (OSI). La société a retiré sa demande en 2019,. En janvier 2021, à la suite du changement de licence d'Elastic, l'OSI a publié une déclaration déclarant que la SSPL n'est pas open source et qu'il s'agit plutôt d'une licence source « fauxpen ».